# Chiesa di San Salvatore (Uras)
La chiesa di San Salvatore è una chiesa situata in territorio di Uras, centro abitato della Sardegna centrale. Consacrata al culto cattolico, fa parte della parrocchia di Santa Maria Maddalena, diocesi di Ales-Terralba.

La chiesa è passata alla storia per la battaglia svoltasi nel 1470 nelle sue vicinanze nella quale Leonardo Alagon riportò la vittoria contro il viceré Niccolò Carroz.

Di pianta rettangolare, presenta un campanile a vela che si erge nella facciata spoglia. All'interno quattro alti e robusti pilastri sostengono una copertura su travi lignee ai cui capi si trovano interessanti mensole in legno intagliato.
 
Non lontano dalla chiesa si trova una struttura nuragica e pietrame nuragico è anche inglobato nella struttura della stessa chiesa, il che lascia supporre che essa sia sorta su un precedente luogo di culti precristiani, forse dedicati alla acque.